# Saint-Igest
Saint-Igest est une commune française située dans le département de l'Aveyron en région Occitanie.

## Géographie

### Communes limitrophes
Les communes limitrophes sont  Drulhe, Maleville, Salles-Courbatiès et Villeneuve.

### Hydrographie

#### Réseau hydrographique

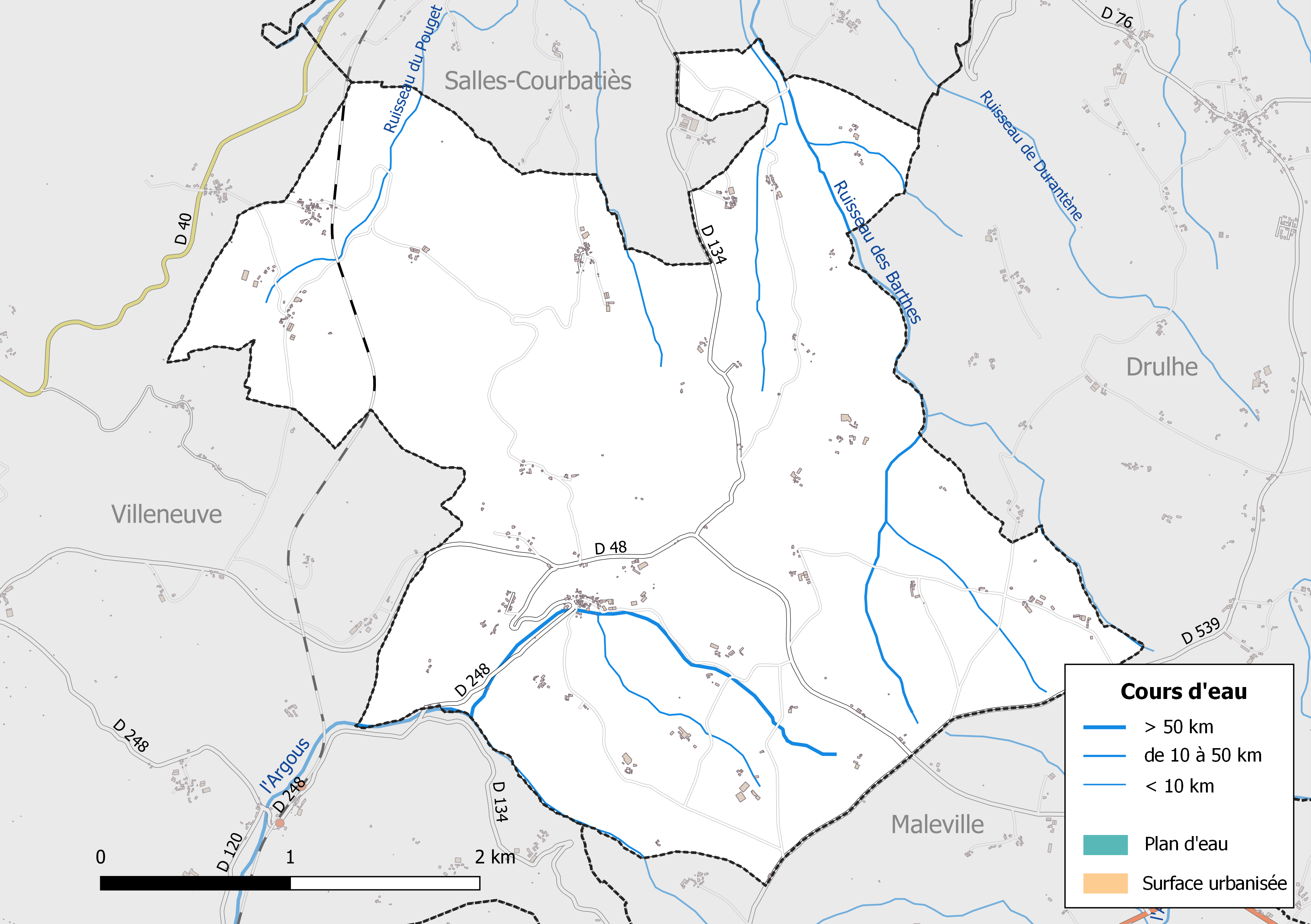
Réseaux hydrographique et routier de Saint-Igest.

La commune est drainée par l'Argous, le ruisseau des Barthes, le ruisseau de Combe Nègre, le ruisseau de savourenc, le ruisseau du Pouget et par divers petits cours d'eau.
L'Argous, d'une longueur totale de 12,3 km, prend sa source dans la commune de Saint-Igest et se jette  dans l'Alzou  à Villefranche-de-Rouergue, après avoir arrosé 4 communes.
Le lac de la Croux complète le réseau hydrographique. Il constitue un élargissement du Tarn et présente une superficie de 85 ha. Il est ouvert à la pêche.

#### Gestion des cours d'eau
La gestion des cours d’eau situés dans le bassin de l’Aveyron est assurée par l’établissement public d'aménagement et de gestion des eaux (EPAGE) Aveyron amont, créé le 1er janvier 2017, en remplacement du syndicat mixte du bassin versant Aveyron amont,,.

### Climat
Pour des articles plus généraux, voir Climat de l'Occitanie et Climat de l'Aveyron.
En 2010, le climat de la commune est de type climat océanique altéré, selon une étude s'appuyant sur une série de données couvrant la période 1971-2000. En 2020, Météo-France publie une typologie des climats de la France métropolitaine dans laquelle la commune est dans une zone de transition entre le climat océanique altéré et le climat de montagne et est dans la région climatique Ouest et nord-ouest du Massif Central, caractérisée par une pluviométrie annuelle de 900 à 1 500 mm, maximale en automne et en hiver.
Pour la période 1971-2000, la température annuelle moyenne est de 12,1 °C, avec une amplitude thermique annuelle de 15,5 °C. Le cumul annuel moyen de précipitations est de 1 032 mm, avec 11,8 jours de précipitations en janvier et 6,7 jours en juillet. Pour la période 1991-2020, la température moyenne annuelle observée sur la station météorologique la plus proche, située sur la commune de Villefranche-de-Rouergue à 11 km à vol d'oiseau, est de 12,6 °C et le cumul annuel moyen de précipitations est de 865,1 mm,. Pour l'avenir, les paramètres climatiques de la commune estimés pour 2050 selon différents scénarios d'émission de gaz à effet de serre sont consultables sur un site dédié publié par Météo-France en novembre 2022.

### Milieux naturels et biodiversité
Aucun espace naturel présentant un intérêt patrimonial n'est recensé sur la commune dans l'inventaire national du patrimoine naturel,,.

## Urbanisme

### Typologie
Au 1er janvier 2024, Saint-Igest est catégorisée commune rurale à habitat très dispersé, selon la nouvelle grille communale de densité à 7 niveaux définie par l'Insee en 2022.
Elle est située hors unité urbaine. Par ailleurs la commune fait partie de l'aire d'attraction de Villefranche-de-Rouergue, dont elle est une commune de la couronne,. Cette aire, qui regroupe 34 communes, est catégorisée dans les aires de moins de 50 000 habitants,.

### Occupation des sols

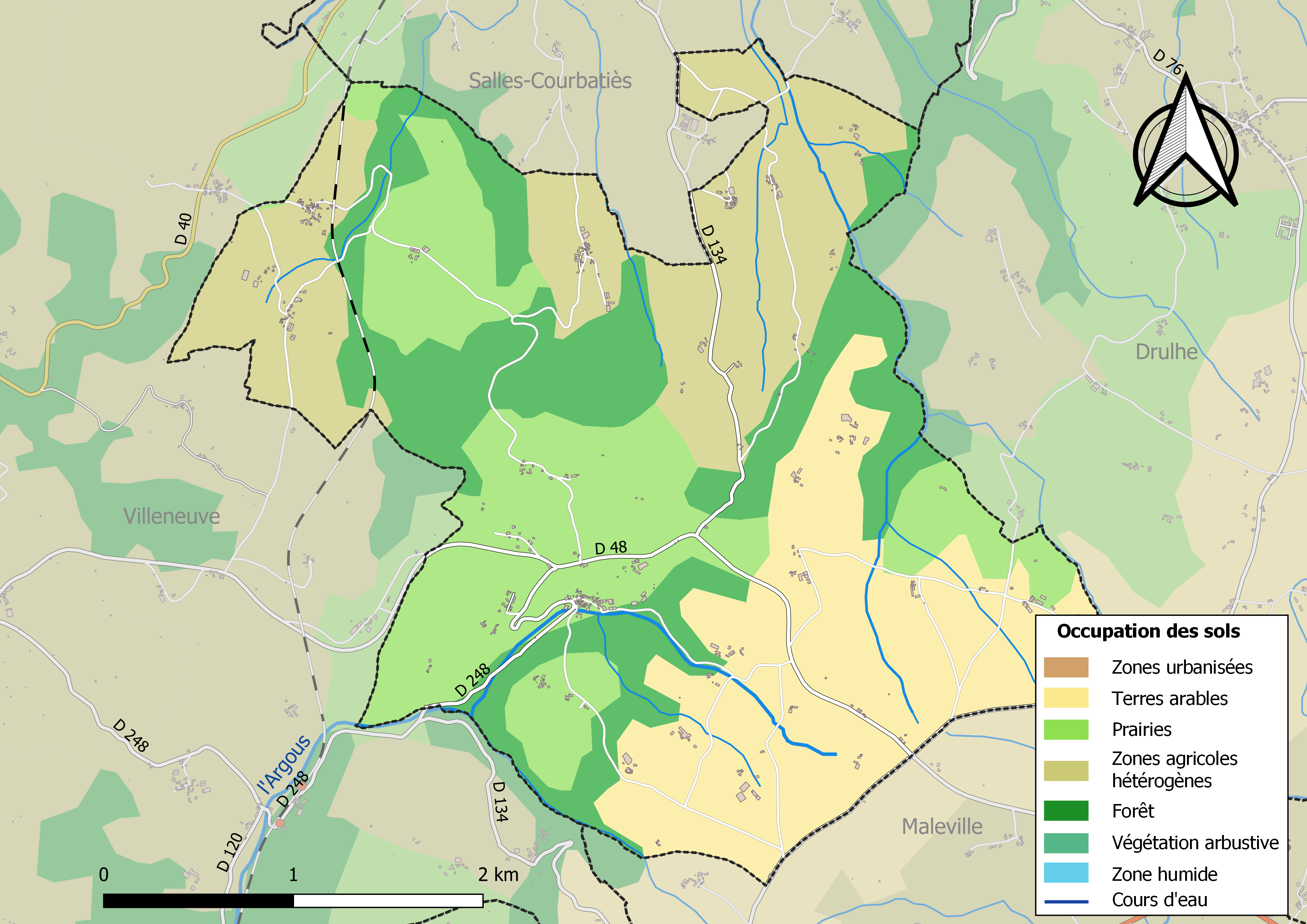
Infrastructures et occupation des sols de la commune de Saint-Igest.

L'occupation des sols de la commune, telle qu'elle ressort de la base de données européenne d’occupation biophysique des sols Corine Land Cover (CLC), est marquée par l'importance des territoires agricoles (76,7 % en 2018), une proportion identique à celle de 1990 (76,7 %). La répartition détaillée en 2018 est la suivante : 
terres arables (26,8 %), prairies (26 %), zones agricoles hétérogènes (24 %), forêts (23,3 %).

### Planification
La loi SRU du 13 décembre 2000 a incité fortement les communes à se regrouper au sein d’un établissement public, pour déterminer les partis d’aménagement de l’espace au sein d’un SCoT, un document essentiel d’orientation stratégique des politiques publiques à une grande échelle. La commune est dans le territoire du SCoT du Centre Ouest Aveyron  approuvé en février 2020. La structure porteuse est le Pôle d'équilibre territorial et rural Centre Ouest Aveyron, qui associe neuf EPCI, notamment Ouest Aveyron Communauté, dont la commune est membre.
La commune, en 2017, avait engagé l'élaboration d'un plan local d'urbanisme.

### Risques majeurs
Le territoire de la commune de Saint-Igest est vulnérable à différents aléas naturels : climatiques (hiver exceptionnel ou canicule), feux de forêts et séisme (sismicité très faible).
Il est également exposé à un risque technologique, le transport de matières dangereuses, et à un risque particulier, le risque radon,.

#### Risques naturels
Le Plan départemental de protection des forêts contre les incendies découpe le département de l’Aveyron en sept « bassins de risque » et définit une sensibilité des communes à l’aléa feux de forêt (de faible à très forte). La commune est classée en sensibilité faible.
Les mouvements de terrains susceptibles de se produire sur la commune sont liés au retrait-gonflement des argiles, conséquence d'un changement d'humidité des sols argileux. Les argiles sont capables de fixer l'eau disponible mais aussi de la perdre en se rétractant en cas de sécheresse. Ce phénomène peut provoquer des dégâts très importants sur les constructions (fissures, déformations des ouvertures) pouvant rendre inhabitables certains locaux. La carte de zonage de cet aléa peut être consultée sur le site de l'observatoire national des risques naturels Georisques

#### Risques technologiques
Le risque de transport de matières dangereuses sur la commune est lié à sa traversée par une canalisation de transport de gaz et une infrastructure ferroviaire. Un accident se produisant sur de telles infrastructures est en effet susceptible d’avoir des effets graves au bâti ou aux personnes jusqu’à 350 m, selon la nature du matériau transporté. Des dispositions d’urbanisme peuvent être préconisées en conséquence.

#### Risque particulier
Dans plusieurs parties du territoire national, le radon, accumulé dans certains logements ou autres locaux, peut constituer une source significative d’exposition de la population aux rayonnements ionisants. Toutes les communes du département sont concernées par le risque radon à un niveau plus ou moins élevé. Selon le dossier départemental des risques majeurs du département établi en 2013, la commune de Saint-Igest est classée à risque moyen à élevé. Un décret du 4 juin 2018 a modifié la terminologie du zonage définie dans le code de la santé publique et a été complété par un arrêté du 27 juin 2018 portant délimitation des zones à potentiel radon du territoire français. La commune est désormais en zone 3, à savoir zone à potentiel radon significatif.

## Politique et administration

### Découpage territorial
La commune de Saint-Igest est membre de la Ouest Aveyron Communauté, un établissement public de coopération intercommunale (EPCI) à fiscalité propre créé le 1er janvier 2017 dont le siège est à Villefranche-de-Rouergue. Ce dernier est par ailleurs membre d'autres groupements intercommunaux.
Sur le plan administratif, elle est rattachée à l'arrondissement de Villefranche-de-Rouergue, au département de l'Aveyron et à la région Occitanie. Sur le plan électoral, elle dépend du  canton de Villeneuvois et Villefranchois pour l'élection des conseillers départementaux, depuis le redécoupage cantonal de 2014 entré en vigueur en 2015, et de la deuxième circonscription de l'Aveyron  pour les élections législatives, depuis le dernier découpage électoral de 2010.

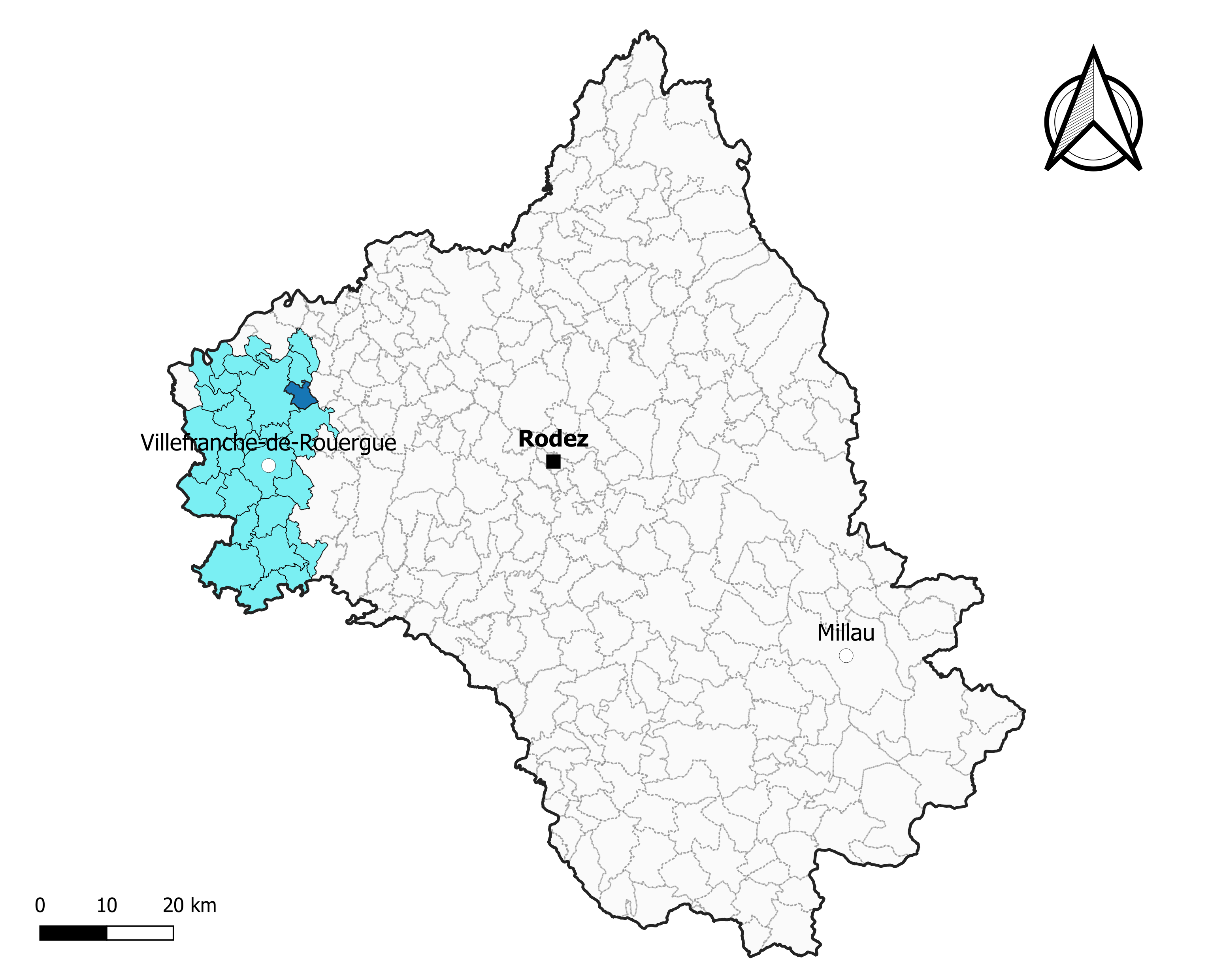
Saint-Igest dans l'intercommunalité en 2020.
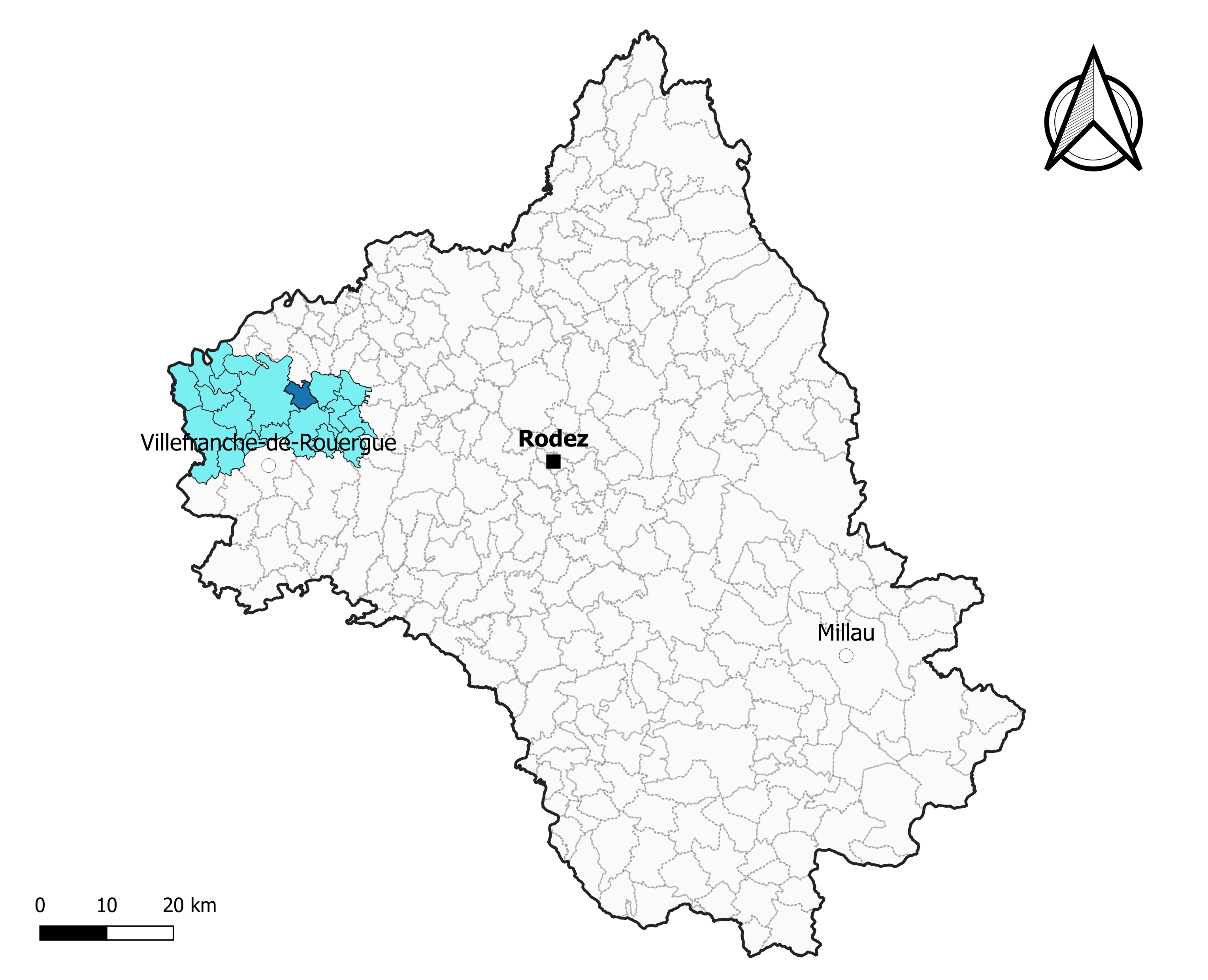
Saint-Igest dans le canton de Villeneuvois et Villefranchois en 2020.
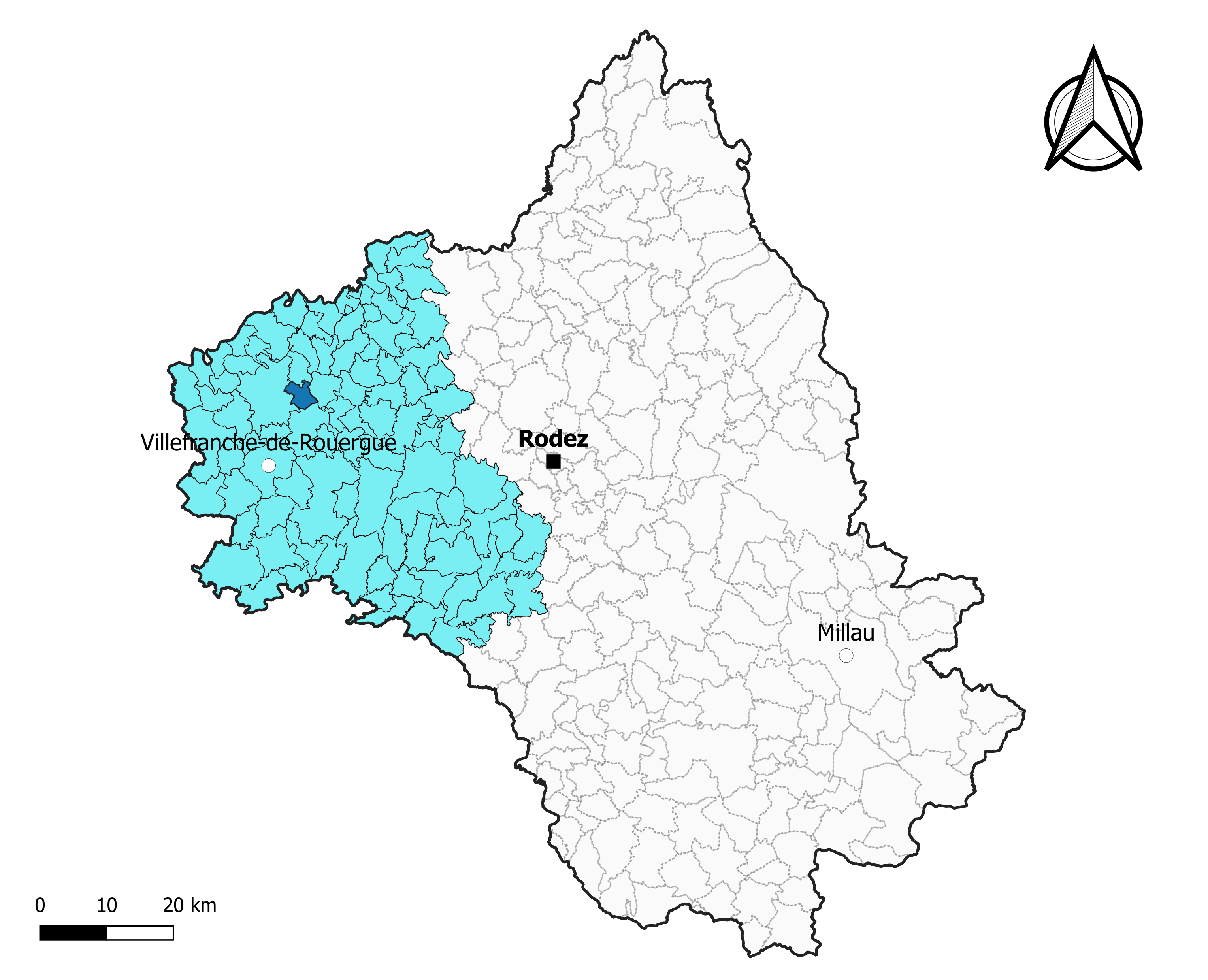
Saint-Igest dans l'arrondissement de Villefranche-de-Rouergue en 2020.

### Élections municipales et communautaires

#### Élections de 2020
Le conseil municipal de Saint-Igest, commune de moins de 1 000 habitants, est élu au scrutin majoritaire plurinominal à deux tours avec candidatures isolées ou groupées et possibilité de panachage. Compte tenu de la population communale, le nombre de sièges à pourvoir lors des élections municipales de 2020 est de 11. La totalité des onze candidats en lice est élue dès le premier tour, le 15 mars 2020, avec un taux de participation de 74,84 %.
Daniel Teulier est élu nouveau maire de la commune le 27 mai 2020.
Dans les communes de moins de 1 000 habitants, les conseillers communautaires sont désignés parmi les conseillers municipaux élus en suivant l’ordre du tableau (maire, adjoints puis conseillers municipaux) et dans la limite du nombre de sièges attribués à la commune au sein du conseil communautaire. Un siège est attribué à la commune au sein de la Ouest Aveyron Communauté.

#### Liste des maires
| Période                                  | Période  | Identité        | Étiquette | Qualité                                                   |
| ---------------------------------------- | -------- | --------------- | --------- | --------------------------------------------------------- |
| mars 2014                                | mai 2020 | Patrick Roux    |           | Agriculteur exploitant                                    |
| mai 2020                                 | En cours | Daniel Teulier, |           | Employé civil ou agent de service de la fonction publique |
| Les données manquantes sont à compléter. |          |                 |           |                                                           |

## Démographie
L'évolution du nombre d'habitants est connue à travers les recensements de la population effectués dans la commune depuis 1793. Pour les communes de moins de 10 000 habitants, une enquête de recensement portant sur toute la population est réalisée tous les cinq ans, les populations de référence des années intermédiaires étant quant à elles estimées par interpolation ou extrapolation. Pour la commune, le premier recensement exhaustif entrant dans le cadre du nouveau dispositif a été réalisé en 2008.

En 2022, la commune comptait 181 habitants, en évolution de −7,65 % par rapport à 2016 (Aveyron : +0,37 %, France hors Mayotte : +2,11 %).
| 1793 | 1800 | 1831 | 1836 | 1841 | 1846 | 1851 | 1856 | 1861 |
| ---- | ---- | ---- | ---- | ---- | ---- | ---- | ---- | ---- |
| 300  | 391  | 550  | 548  | 582  | 600  | 632  | 651  | 635  |

| 1866 | 1872 | 1876 | 1881 | 1886 | 1891 | 1896 | 1901 | 1906 |
| ---- | ---- | ---- | ---- | ---- | ---- | ---- | ---- | ---- |
| 600  | 574  | 609  | 625  | 605  | 608  | 548  | 517  | 572  |

| 1911 | 1921 | 1926 | 1931 | 1936 | 1946 | 1954 | 1962 | 1968 |
| ---- | ---- | ---- | ---- | ---- | ---- | ---- | ---- | ---- |
| 574  | 504  | 424  | 421  | 425  | 388  | 330  | 301  | 285  |

| 1975 | 1982 | 1990 | 1999 | 2006 | 2008 | 2013 | 2018 | 2022 |
| ---- | ---- | ---- | ---- | ---- | ---- | ---- | ---- | ---- |
| 241  | 201  | 158  | 163  | 171  | 173  | 198  | 185  | 181  |

## Économie

### Revenus
En 2018  (données Insee publiées en septembre 2021), la commune compte 80 ménages fiscaux, regroupant 182 personnes. La médiane du revenu disponible par unité de consommation est de 18 110 € (20 640 € dans le département).

### Emploi
| Division       | 2008  | 2013  | 2018  |
| -------------- | ----- | ----- | ----- |
| Commune        | 2,1 % | 5,1 % | 4,7 % |
| Département    | 5,4 % | 7,1 % | 7,1 % |
| France entière | 8,3 % | 10 %  | 10 %  |

En 2018, la population âgée de 15 à 64 ans s'élève à 107 personnes, parmi lesquelles on compte 67,3 % d'actifs (62,6 % ayant un emploi et 4,7 % de chômeurs) et 32,7 % d'inactifs,. Depuis 2008, le taux de chômage communal (au sens du recensement) des 15-64 ans est inférieur à celui de la France et du département.
La commune fait partie de la couronne de l'aire d'attraction de Villefranche-de-Rouergue, du fait qu'au moins 15 % des actifs travaillent dans le pôle,. Elle compte 29 emplois en 2018, contre 34 en 2013 et 31 en 2008. Le nombre d'actifs ayant un emploi résidant dans la commune est de 68, soit un indicateur de concentration d'emploi de 42,6 % et un taux d'activité parmi les 15 ans ou plus de 46,2 %.
Sur ces 68 actifs de 15 ans ou plus ayant un emploi, 25 travaillent dans la commune, soit 37 % des habitants. Pour se rendre au travail, 80,9 % des habitants utilisent un véhicule personnel ou de fonction à quatre roues, 2,9 % les transports en commun, 1,5 % s'y rendent en deux-roues, à vélo ou à pied et 14,7 % n'ont pas besoin de transport (travail au domicile).

### Activités hors agriculture
15 établissements sont implantés  à Saint-Igest au 31 décembre 2019.
Le secteur de l'industrie manufacturière, des industries extractives et autres est prépondérant sur la commune puisqu'il représente 26,7 % du nombre total d'établissements de la commune (4 sur les 15 entreprises implantées  à Saint-Igest), contre 17,7 % au niveau départemental.

### Agriculture
La commune est dans le Bas Quercy, une petite région agricole occupant l'extrême-ouest du département de l'Aveyron. En 2020, l'orientation technico-économique de l'agriculture  sur la commune est l'élevage d'équidés et/ou d' autres herbivores.
|               | 1988 | 2000  | 2010  | 2020  |
| ------------- | ---- | ----- | ----- | ----- |
| Exploitations | 41   | 29    | 22    | 19    |
| SAU (ha)      | 943  | 1 118 | 1 030 | 1 066 |

Le nombre d'exploitations agricoles en activité et ayant leur siège dans la commune est passé de 41 lors du recensement agricole de 1988  à 29 en 2000 puis à 22 en 2010 et enfin à 19 en 2020, soit une baisse de 54 % en 32 ans. Le même mouvement est observé à l'échelle du département qui a perdu pendant cette période 51 % de ses exploitations,. La surface agricole utilisée sur la commune a quant à elle augmenté, passant de 943 ha en 1988 à 1 066 ha en 2020. Parallèlement la surface agricole utilisée moyenne par exploitation a augmenté, passant de 23 à 56 ha.

## Culture locale et patrimoine

### Lieux et monuments
- Église Sainte-Thérèse de Saint-Igest. L'édifice possède une cloche  Classé MH (1944)[50] de 1637.
- La source bleu.
- Le rocher de combes négres.
- La cabanne de la matou.
- Le château de Virgine De Latour Saint-Igest.

### Personnalités liées à la commune
Virgine de La Tour Saint-Igest, née à Saint-Igest, serait l'inspiratrice du personnage éponyme du roman de Bernardin de Saint-Pierre : Paul et Virginie.
Il n'y a pas de Virginie dans la généalogie des La Tour Saint Igest. La fille de Paul Louis, qui émigre en 1769 et que l'auteur aurait pu rencontrer à l'Isle de France s'appelait Élisa Charlotte. Le nom de l'héroïne du roman est l' assemblage des noms de deux jeunes filles que l'on proposa d'épouser à Henri de Saint Pierre. Virginie von Taubenheim, fille de Christoph von Taubenheim, conseiller privé de Frédéric II de Prusse et directeur de la Ferme des tabacs de Berlin et Mademoiselle de La Tour (prénom non cité), nièce du général Daniel du Bosquet qui servait la Russie, relation de M. de Saint Pierre à Saint Petersbourg. C'est en souvenir de ces deux jeunes filles que l'auteur inventa le nom de "Virginie de La Tour"
Sources;
Geneanet.
Vie de Bernardin de Saint Pierre par Louis Aimé-Martin, son élève et ami, 1820.
Étude sur la partie historique du roman Paul et Virginie par Pierre Édouard Lémontey de l'Académie française, 1825.

### Héraldique
| Blason de Saint-Igest | Blason  | D'azur à une couronne de neuf roses de jardin de gueules, feuillées et tigées de sinople, en forme de cœur, enfermant une tour d’argent, maçonnée et ouverte de sable. |
| Blason de Saint-Igest | Détails | L’azur et la tour sont la reprise des armes de la famille de La Tour-de-Saint-Igest, seigneur du lieu. La reprise intégrale des armes de famille étant interdite pour les municipalités, il suffit d’en emprunter un ou plusieurs éléments. La couronne de roses de jardin en forme de cœur symbolise Thérèse de Lisieux, la sainte patronne choisie pour consacrer la nouvelle église reconstruite au début du XXe siècle. Chacune de ces roses représente un des lieux d’importance de la commune hormis Saint-Igest qui est figuré par la tour : Mas-Albagnac, Mas-Neuf, Le Pouget, Brugidous, Loubatière, Mas-de-Roumenc, Les Escalous, Les Landes et Les Grèzes. Les ornements sont deux gerbes de seigle d’or afin d’honorer l’activité agricole, mises en sautoir par la pointe et liées d’azur. Le listel d’argent porte le nom de la commune en lettres majuscules de sable. La couronne de tours dit que l’écu est celui d’une commune. Le statut officiel du blason reste à déterminer. |